# Семейно проклятие
„Семейно проклятие“ (на английски: Holes) е американски нео-уестърн трагикомедия от 2003 г. на режисьора Андрю Дейвис, по сценарий на Луис Сакхар, базиран на неговия едноименен роман, който е публикуван през август 1998 г. Във филма участват Сигърни Уийвър, Джон Войт, Патриша Аркет, Тим Блейк Нелсън и Шая Лабъф в неговия филмов дебют.
Филмът е продуциран от „Чикаго Пасифик Ентъртейнмънт“ съвместно със „Феникс Пикчърс“, представен от „Уолдън Медия“ и „Уолт Дисни Пикчърс“, и е разпространен от „Буена Виста Пикчърс“.
„Семейно проклятие“ е пуснат в Съединените щати на 18 април 2003 г., който печели 71.4 млн. долара и получава генерално позитивни отзиви от критиката, които похвалиха актьорския състав. Филмът се посвещава на Скот Планк, който умря в автомобилна катастрофа шест месеца преди премиерата му през октомври 2002 г.